# 黑斑蝴蝶魚
黑斑蝴蝶魚為輻鰭魚綱鱸形目蝴蝶魚科的一個種。

## 分布
本魚分布於西印度洋區，包括波斯灣、阿曼灣、阿拉伯半島東南部海域。

## 深度
水深3－15公尺。

## 特徵
本魚體呈方圓形，吻短，體色為褐色，吻部及頭的前半部白色，上頜黑色，頭的後半部至鰓蓋黑色。全身密布許多排列整齊的黑點。背鰭、臀鰭具深色邊，尾柄黑色，尾鰭具白色邊。體長可達14公分。

## 生態
本魚棲息於珊瑚礁，獨居或成對出現，肉食性，以珊瑚蟲為主食。

## 經濟利用
為觀賞性魚類，不供食用。